# Penicil·laris
Els penicil·laris (Penicillaria) són un ordre d'antozous de la subclasse dels ceriantaris. Inclou una sola família, Arachnactidae, que conté 38 espècies tant bentòniques com planctòniques.

## Taxonomia
El Registre Mundial d'Espècies Marines inclou els següents gèneres:
- Subordre Penicillaria
  - Família Arachnactidae
    - Anactinia Annandale, 1909
    - Arachnactis Sars, 1846
    - Arachnanthus Carlgren, 1912
    - Dactylactis Van Beneden, 1897
    - Isapiactis Carlgren, 1924
    - Isarachnactis Carlgren, 1924
    - Isarachnanthus Carlgren, 1924
    - Isovactis Leloup, 1942
    - Ovactis Van Beneden, 1897
    - Paranactinia Carlgren, 1924